# Nicoline Sørensen
Nicoline Haugård Sørensen, née le 15 août 1997, est une footballeuse internationale danoise qui joue pour Everton en Super League féminine anglaise et dans l'équipe nationale danoise. Après avoir fait ses débuts dans l'équipe nationale senior à l'âge de 19 ans, elle reçoit le prix de la fédération danoise de football pour le talent de l'année en 2016.

## Biographie

### Carrière en club
En août 2013, Nicoline Sørensen rejoint le club suédois du FC Rosengård. Elle obtient un contrat professionnel avant la saison 2014 et fait ensuite dix apparitions en Damallsvenskan. En février 2015, la joueuse retourne au Danemark pour jouer au Brøndby IF afin d'avoir plus de temps de jeu et pour reprendre ses études. En juillet 2017, il est annoncé que Nicoline Sørensen ferait son retour en Damallsvenskan pour jouer pour les champions en titre, le Linköpings FC.
En juillet 2020, elle quitte Brøndby pour s'installer en Angleterre en signant un contrat de deux ans avec l'Everton F.C. en Super League féminine.
En fin 2023, elle sa retraite du football.

### Carrière internationale
Après avoir montré une forme impressionnante avec Brøndby, Nicoline Sørensen est sélectionnée pour faire partie de l'équipe nationale danoise pour le Tournoi international Yongchuan en Chine en octobre 2016. Elle remplace Nadia Nadim, blessée. En 2017, elle fait partie de l'équipe danoise de l'Euro féminin de 2017.

## Statistiques

### Buts en sélection
| N° | Date              | Lieu                                                    | Adversaire           | Score | Résultat | Compétition                             |
| -- | ----------------- | ------------------------------------------------------- | -------------------- | ----- | -------- | --------------------------------------- |
| 1  | 6 mars 2017       | Estádio Municipal, Vila Real de Santo António, Portugal | Russie               | 3–1   | 6–1      | Algarve Cup                             |
| 2  | 19 septembre 2017 | Gyirmóti Stadium, Győr, Hongrie                         | Hongrie              | 6–1   | 6–1      | Éliminatoires de la Coupe du monde 2019 |
| 3  | 29 août 2019      | Viborg Stadium, Viborg, Danemark                        | Malte                | 7–0   | 8–0      | Éliminatoires de l'Euro féminin 2022    |
| 4  | 8 octobre 2019    | Stade Mikheil-Meskhi, Tbilissi, Géorgie                 | Géorgie              | 2–0   | 2–0      | Éliminatoires de l'Euro féminin 2022    |
| 5  | 12 novembre 2019  | Viborg Stadium, Viborg, Danemark                        | Géorgie              | 5–0   | 14–0     | Éliminatoires de l'Euro féminin 2022    |
| 6  | 12 novembre 2019  | Viborg Stadium, Viborg, Danemark                        | Géorgie              | 9–0   | 14–0     | Éliminatoires de l'Euro féminin 2022    |
| 7  | 8 avril 2021      | Tallaght Stadium, Dublin, Irlande                       | République d'Irlande | 1–0   | 1–0      | Match amical                            |

## Palmarès

### En club
- Brøndby IF :
  - Elitedivisionen : 2014-2015 et 2016-2017[8]
- FC Rosengård :
  - Damallsvenskan : 2014
- Linköpings FC :
  - Damallsvenskan : 2017[9]